# ベルコウ Bo 103
ベルコウ Bo 103
ビュッケブルクのヘリコプター博物館（Hubschrauber Museum）に展示中のBo 103
- 製造者：ベルコウ（Bölkow）
- 初飛行：1961年9月9日
- 生産数：1機
- 運用状況：試作のみ

ベルコウ Bo 103（Bölkow 103）は、1961年に西ドイツで初飛行した新しいローターシステムを研究するために開発された実験用小型ヘリコプターである。

## 概容
Bo 103は基本的にはBo 102繋留訓練リグと同じ機構を有していたが、完全な自由飛行が可能であった。構成的にはこの機は完全に最小限のもの（動力部品と操縦士用の座席が取り付けられた鋼管フレーム）しか備えていなかったが、最終的にはグラスファイバー製のキャビンが取り付けられた。この機はBo 102のガラス強化プラスチック製の1枚ローターを踏襲しており、これは真に飛行に最適なものであった。試作機はビュッケブルクのヘリコプター博物館に保存されている。

## 要目
- 定員：乗員1
- 全高：2.41 m
- 空虚重量：268 kg (591 lb)
- 全備重量：390 kg (860 lb)
- 主ローター直径：6.66 m (32.1ft)
- 主ローター旋回面積：34.8 m² (374 ft²)
- エンジン：1 * アグスタGA.70, 82 hp (61 kW)
- 最高速度：100 km/h (60 mph)
- 航続距離：100 km (60 miles)
- 上昇率：5.7 m/s (1,120 ft/min)